# 와이키키 수족관

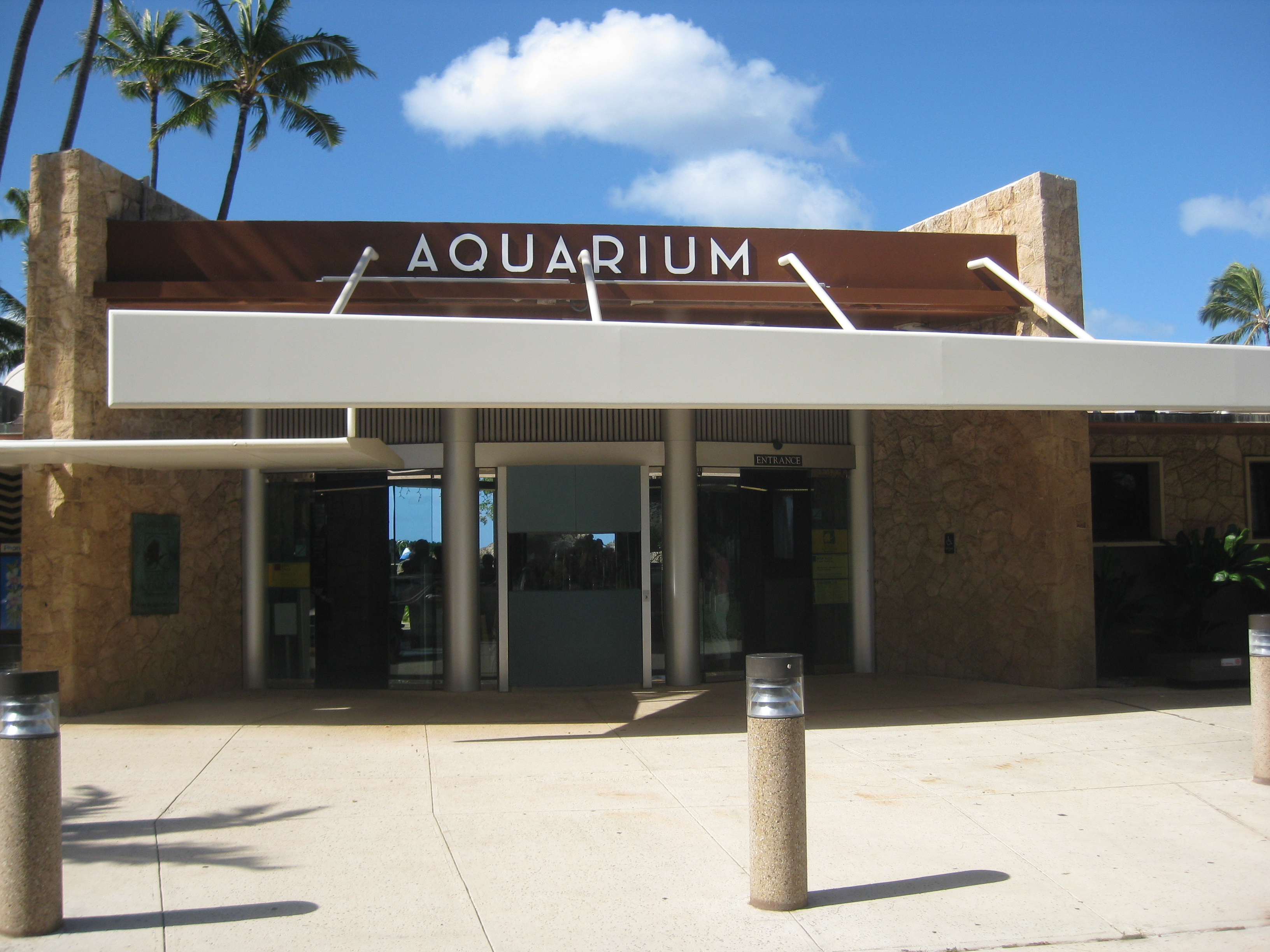

와이키키 수족관(Waikiki Aquarium)은 와이키키에서 다이아몬드 헤드 방향으로 약 300m 정도 떨어진 카피올라니 공원 내에 위치하고 있는 수족관이다. 시애틀과 같은 다른 도시 수족관과 비교해 규모는 그다지 크지 않지만 하와이의 진기한 산호류와 조개류, 그리고 열대 해양생물들이 많이 있는 것이 특징이다.물고기 자체를 구경하는 것보다도 하와이 원주민들의 고기잡는 방법이나 도구류를 전시한 코너가 아주 흥미있다. 정원에는 Monkseal풀이 있고 옆에 있는 ‘에지 오브 더 리프’는 산호초의 복잡한 모습을 인공적으로 재현한 것으로 볼만하다. 150갤런의 유리탱크 속에는 암초를 비롯하여 남태평양의 살아 있는 산호나 물고기가 춤추고 있는 바다 전체의 모습이 잘 만들어져 있다.